# Maria Widnäs
Maria Widnäs, född 7 april 1903 i Sankt Petersburg, död 1972, var en finländsk bibliotekarie, slavist och översättare. Hon var syster till Karin Widnäs.
Widnäs, som var dotter till generalmajor Bernhard Otto Widnäs och Vera Michailoff, blev student 1921, filosofie kandidat och filosofie magister 1927 samt filosofie doktor 1952. Hon avlade även translatorexamen i finska, engelska, ryska, svenska och finska 1950 samt tyska 1952. Hon företog studieresor till Tyskland och Nederländerna 1955, Moskva 1957, Sverige och Sovjetunionen upprepade gånger 1955–1961, Warszawa och Kraków 1958–1960 samt Leningrad 1965. Hon var arkivarie vid Finska kreditgivarföreningen 1921–1926, blev amanuens vid Helsingfors universitetsbibliotek 1927, var yngre underbibliotekarie där 1939–1954 och äldre underbibliotekarie från 1954. 
Widnäs var verksam som edsvuren translator från 1950, var assistant professor vid University of Oklahoma 1961–1962 och docent vid Helsingfors universitet från 1962. Hon var medlem av styrelsen i Translatorföreningen från 1960, sekreterare i Slavistkretsen från 1964 och korresponderande medlem i tidskriften Babel från 1964. Hon författade La position de l'adjectif épithète en vieux russe (akademisk avhandling, 1952), Yhteisluettelo Suomen tieteell. kirjastoissa olevista aikakaus- ja sarjajulkaisuista (1953), Jacob Grot och universitetets ryska bibliotek (1947) samt artiklar i vetenskapliga tidskrifter.